# 芦澤竜誠
芦澤 竜誠（あしざわ りゅうせい、1995年5月1日 - ）は、日本の総合格闘家、元キックボクサー、ラッパー。山梨県南アルプス市出身。

## 来歴
2014年8月31日、INNOVATIONスーパーフェザー級タイトルマッチで王者の狂平に挑戦し、判定負けで王座獲得に失敗した。
2016年4月29日、INNOVATIONフェザー級王座決定戦でアトム山田と対戦し、TKO勝ちを収め王座の獲得に成功した。

### 新生K-1
2018年6月17日、K-1 WORLD GP第2代フェザー級王座決定トーナメントに出場。一回戦でシルビュー・ヴィテズと対戦し、1RKO勝ち。続く準決勝では西京春馬と対戦し、1Rにダウンを奪われ0-3の判定負け。
2018年9月24日、K-1 WORLD GP 2018 JAPAN～初代クルーザー級王座決定トーナメント～にて小澤海斗と対戦。会見では小澤から「ちょっと黙れよナマズ君」と言われた事に激昂し、小澤に殴りかかり乱闘沙汰を起こした。試合は、2度のダウンを奪い、大差の判定勝ちを収めた。
2019年6月30日、K-1 WORLD GP 2019 JAPAN ～K-1スーパー・バンタム級世界最強決定トーナメント～にて大岩龍矢と再戦し、2度のダウンを奪われての判定負け。以前から対戦を熱望していた皇治戦を見据えて2.5kg上のスーパー・フェザー級契約での試合だった。試合後には、試合前から公言していた通り引退を表明した。
2020年12月13日、K-1 WORLD GP 2020 JAPAN ～K-1冬の大一番～において現役復帰。島野浩太朗と対戦し、KO勝ちを収めた。
2021年9月11日、 K-1 WORLD GP 2021 JAPAN ～よこはまつり～で元K-1スーパーフェザー級王者の卜部弘嵩と対戦し、3Rには一方的に攻撃を当てる展開となり、大差の判定勝ち。
2022年6月19日、THE MATCH 2022で2階級上のYA-MANとオープンフィンガーグローブマッチで対戦し、1RKO負け。
2022年7月、以前から「K-1のファイトマネーで車買うなんて出来ない」「俺のファイトマネーを聞いたらお前ら驚くよ。クソみてーな額だから。（30万円くらい？というコメントに、）大体合ってる」などと度々語っていたK-1のファイトマネーの安さ・契約内容・発言の制限などへの不満・キックボクシングの競技へのマンネリから、ファイトマネーが高く選手待遇の良い総合格闘技(MMA)への転向を見越して、アメリカのジムで総合格闘技の練習を開始。
2022年12月3日付けで、K-1との契約が満了となった事を発表した。

### RIZIN
2022年12月31日、RIZIN.40の会場でリングに上がり、RIZINと契約したことを発表。その場で「RIZINに来たからには総合格闘技をやりたい」と話し、RIZIN.41で皇治との対戦後に総合格闘家に転向することを発表した。
2023年4月1日、RIZIN初出場となったRIZIN.41で皇治と対戦し、2-1の判定勝ちを収めた。この試合後、総合格闘家に転向した。
2023年12月31日、RIZIN.45で総合格闘技デビュー戦を行い、レスリング世界選手権金メダリストでリオデジャネイロ五輪レスリング銀メダリストの太田忍と対戦。攻撃をまともに1発も放つ間も無くタックルされるとダースチョークで絞め落とされ、そのままパウンドを受けて失神KO負けを喫した。試合後には、「これが現実か…。こんなになったのは初めてですね。何も出来なかった。これがMMAの洗礼か…。厳しい世界だな。キックボクシングには俺が何も出来ない奴はいないけど、総合格闘技には山のようにいるもんな。だから面白いんだけど。でもこの試合で成長できた。もう一度やり直す」と話した。
2024年7月28日、超RIZIN.3で皇治と総合格闘技ルールで再戦し、一進一退の攻防の末に競り勝ち、3-0の判定勝ちを収めた。
2024年11月17日、RIZIN LANDMARK 10で初代ライト級キング・オブ・パンクラシストの昇侍と対戦し、1R終了間際にテイクダウンを奪われるも、2Rに左右の連打でぐらつかせると、ボディへの膝蹴りでKO勝利を収めた。勝利者マイクでは、「キックボクシングの若い選手達はみんな（稼げもせず、目立てもせず、）さまよっていると思う。今、日本でも世界でも一番盛り上がってるのは総合格闘技（MMA）です。だから、もしキックボクサーでMMAに転向したい人がいたら俺に相談しに来てください。手伝えることがあるかもしれないです」とキックボクサーの若手にメッセージを送った。
2024年12月31日、RIZIN DECADE（RIZIN.49）でDEEPフライ級＆バンタム級同時2階級制覇王者の福田龍彌と対戦し、左フックでダウンを奪われKO負けを喫した。

## 人物・エピソード
- 「人を殴って怒られない場所はこの世にない。格闘技は人を殴って褒められる世界だから最高」と語り、関係者からは本能的ファイターと形容されている[19]。
- 2019年2月にはラッパーのRYKEYからインスタグラム上にてボクシングルールでの対戦を要求され、とても強い芦澤も呼応している[20]。
- 2023年6月10日、顔面に2つめのタトゥーを入れた姿をsnsに投稿した[21]。
- 2024年にRIZINで勝利した際にファイトマネーの一部で、1988年式のクラシックカー（約400万円）と約400万円のゴールドネックレスを購入。しかし車は納車から5分で煙を吹いて再整備となった。また、練習に集中できる環境を求めて人がほとんどいない山梨県の山奥の土地と民家を購入。リフォームして住むことにした[22][23][24]。

密着動画・公式出演番組
- RIZIN公式YouTube、芦澤竜誠の密着動画『Preparation』（2023）[映像 2]
- RIZIN公式YouTube、榊原信行CEOの生放送トーク番組 ゲスト：芦澤竜誠（2023）[映像 3]
- RIZIN公式YouTube、榊原信行CEOの生放送トーク番組 ゲスト：芦澤竜誠（2024）[映像 4]
- RIZIN公式YouTube、RIZIN.40 会場映像 『皇治 vs. 芦澤竜誠』 正式決定シーン（2022）[映像 1]
- RIZIN公式YouTube、RIZIN.41 『皇治 vs. 芦澤竜誠』 船上記者会見（2023）[映像 5]
- RIZIN公式YouTube、RIZIN.48 会場映像 『芦澤竜誠 vs. 昇侍』 正式決定シーン（2024）[映像 6]

## 戦績

### プロ総合格闘技
| 総合格闘技 戦績 | 総合格闘技 戦績 | 総合格闘技 戦績 | 総合格闘技 戦績 | 総合格闘技 戦績 | 総合格闘技 戦績 | 総合格闘技 戦績 |
| --------------- | --------------- | --------------- | --------------- | --------------- | --------------- | --------------- |
| 4 試合          | (T)KO           | 一本            | 判定            | その他          | 引き分け        | 無効試合        |
| 2 勝            | 1               | 0               | 1               | 0               | 0               | 0               |
| 2 敗            | 2               | 0               | 0               | 0               | 0               | 0               |

| 勝敗 | 対戦相手 | 試合結果                       | 大会名            | 開催年月日     |
|      | 梅野源治 | 試合前                         | RIZIN.51          | 2025年9月28日  |
| ×    | 福田龍彌 | 1R 0:54 KO（左フック）         | RIZIN.49          | 2024年12月31日 |
| ○    | 昇侍     | 2R 1:05 KO（ボディへの膝蹴り） | RIZIN LANDMARK 10 | 2024年11月17日 |
| ○    | 皇治     | 5分3R終了 判定3-0              | 超RIZIN.3         | 2024年7月28日  |
| ×    | 太田忍   | 1R 2:21 KO（グラウンドパンチ） | RIZIN.45          | 2023年12月31日 |

### プロキックボクシング
| キックボクシング 戦績 | キックボクシング 戦績 | キックボクシング 戦績 | キックボクシング 戦績 | キックボクシング 戦績 | キックボクシング 戦績 | キックボクシング 戦績 |
| --------------------- | --------------------- | --------------------- | --------------------- | --------------------- | --------------------- | --------------------- |
| 39 試合               | (T)KO                 | 判定                  | その他                | 引き分け              | 無効試合              |                       |
| 25 勝                 | 15                    | 10                    | 0                     | 1                     | 0                     |                       |
| 13 敗                 | 5                     | 8                     | 0                     | 1                     | 0                     |                       |

| 勝敗 | 対戦相手             | 試合結果                                            | 大会名 | 開催年月日     |
| ○    | 皇治                 | 3R終了 判定2-1                                      | RIZIN.41 | 2023年4月1日   |
| ×    | YA-MAN               | 1R 1:49 KO (右フック)                               | THE MATCH 2022 | 2022年6月19日  |
| ○    | 西元也史             | 2R 1:58 KO（3ダウン：右フック）                     | K-1 WORLD GP 2022 JAPAN ～第3代スーパー・バンタム級王座決定トーナメント～                                                  | 2022年2月27日  |
| ○    | 卜部弘嵩             | 3R終了 判定3-0                                      | K-1 WORLD GP 2021 JAPAN ～よこはまつり～                                                                                   | 2021年9月20日  |
| ×    | 村越優汰             | 3R終了 判定0-3                                      | K-1 WORLD GP 2021 JAPAN ～K’FESTA.4 Day.1～                                                                                | 2021年3月21日  |
| ○    | 島野浩太朗           | 2R 3:00 KO（右ストレート）                          | K-1 WORLD GP 2020 JAPAN ～K-1冬の大一番～                                                                                  | 2020年12月13日 |
| ×    | 大岩龍矢             | 3R終了 判定0-3                                      | K-1 WORLD GP 2019 JAPAN ～K-1スーパー・フェザー級世界最強決定トーナメント～                                                | 2019年6月30日  |
| ×    | ホルヘ・バレラ       | 1R 2:41 KO（3ダウン：左フック）                     | K-1 WORLD GP 2019 JAPAN ～K'FESTA.2～                                                                                      | 2019年3月10日  |
| ×    | 卜部弘嵩             | 3R 2:28 KO (右ストレート)                           | K-1 WORLD GP 2018 JAPAN ～第3代スーパー・ライト級王座決定トーナメント～                                                    | 2018年11月3日  |
| ○    | 小澤海斗             | 3R終了 判定3-0                                      | スーパーファイト/K-1フェザー級                                                                                             | 2018年9月24日  |
| ×    | 西京春馬             | 3R終了 判定3-0                                      | K-1 WORLD GP 2018 JAPAN ～第2代フェザー級王座決定トーナメント～ 【K-1 WORLD GP 第2代フェザー級王座決定トーナメント準決勝】 | 2018年6月17日  |
| ○    | シルビュー・ヴィテズ | 1R 1:28 KO（右ストレート）                          | K-1 WORLD GP 2018 JAPAN ～第2代フェザー級王座決定トーナメント～ 【K-1 WORLD GP 第2代フェザー級王座決定トーナメント1回戦】  | 2018年6月17日  |
| ○    | 佐野天馬             | 3R終了 判定2-0                                      | Krush.86 | 2018年3月10日  |
| ×    | 村越優汰             | 3R終了 判定0-2                                      | K-1 WORLD GP 2017 JAPAN～SURVIVAL WARS 2017～                                                                              | 2017年12月27日 |
| ○    | 河野一平             | 3R終了 判定3-0                                      | KHAOS.4 | 2017年10月14日 |
| ×    | 桝本翔也             | 3R終了 判定0-3                                      | Krush.78 | 2017年8月6日   |
| ×    | 大岩龍矢             | 3R終了 判定1-2                                      | Krush.76 | 2017年5月28日  |
| ○    | 古谷野一樹           | 3R 1:19 KO（パンチ連打）                            | REBELS.50 | 2017年4月16日  |
| ○    | 真辺龍太             | 3R 1:50 KO（左ミドルキック）                        | KHAOS.1 | 2017年3月18日  |
| △    | 伊藤健人             | 3R終了 判定1-0                                      | K-1 WORLD GP 2016 IN JAPAN ～スーパー・フェザー級世界最強決定トーナメント～                                                | 2016年9月19日  |
| ○    | アトム山田           | 2R 2:09 TKO                                         | JAPAN KICKBOXING INNOVATION「Dream Force-11」 【INNOVATIONフェザー級王座決定戦】                                           | 2016年4月29日  |
| ×    | 一戸総太             | 5R終了 判定0-3                                      | JAPAN KICKBOXING INNOVATION「CHAMPIONS CARNIVAL2015」                                                                      | 2015年12月12日 |
| ○    | 櫓木淳平             | 3R 1:32 KO                                          | 新日本キックボクシング協会「WINNERS 2015 3rd」                                                                             | 2015年8月30日  |
| ○    | 阿部泰彦             | 1R 2:53 KO                                          | JAPAN KICKBOXING INNOVATION「戦闘甲斐士16」                                                                                | 2015年5月31日  |
| ○    | 八神剣太             | 3R終了 判定2-0                                      | JAPAN KICKBOXING INNOVATION「Dream Force－7」                                                                              | 2015年4月26日  |
| ○    | 落合正司             | 1R KO                                               | 蹴拳23 Joe Tsuchiya Festival                                                                                               | 2014年12月28日 |
| ○    | 王子                 | 1R 1:02 TKO                                         | JAPAN KICKBOXING INNOVATION「戦闘甲斐士15」                                                                                | 2014年11月9日  |
| ×    | 狂平                 | 5R終了 判定0-3                                      | JAPAN KICKBOXING INNOVATION「雷舞」 【INNOVATIONスーパーフェザー級タイトルマッチ】                                         | 2014年8月31日  |
| ×    | 琢磨                 | 2R 2:51 TKO（ドクターストップ：肘打ちによるカット） | JAPAN KICKBOXING INNOVATION「戦闘甲斐士14」                                                                                | 2014年5月18日  |
| ×    | 町田光               | 4R 1:23 TKO                                         | JAPAN KICKBOXING INNOVATION「Innovation champion carnival 」                                                               | 2013年12月23日 |
| ○    | 葵拳士郎             | 1R 2:32 TKO                                         | JAPAN KICKBOXING INNOVATION「戦闘甲斐士13」                                                                                | 2013年11月3日  |
| ○    | 阿修羅               | 3R終了 判定3-0                                      | JAPAN KICKBOXING INNOVATION「戦闘甲斐士12」                                                                                | 2013年5月19日  |
| ○    | 洋・センチャイジム   | 2R 2:55 TKO                                         | NJKF MuayThaiOpen 23 | 2013年2月24日  |
| ○    | 野口哲郎             | 3R終了 判定3-0                                      | MA日本キックボクシング連盟「BREAK－32」 【MA日本フェザー級新人王トーナメント決勝戦】                                       | 2012年12月9日  |

## 獲得タイトル
- 第3代INNOVATIONフェザー級王座（2016年）

## ディスコグラフィー

### シングル
- 『ありがとうアンチ（feat. SONOYA）』（2020年6月1日）
- 『ナマズ音頭』（2023年5月1日）
- 『ぶっ飛んだ恋の歌』（2023年12月31日）

### EP
- 『IS OUR LIFE』（2020年4月2日）
- 『Good Life』（2022年3月23日）

### 参加楽曲
- sin（feat.芦澤竜誠）/ サラ（2020年3月24日）
- ダイサンノメ（feat.芦澤 竜誠）/ marq（2020年5月15日）
- Dangerous（feat.芦澤竜誠）/ YAKARAN BEATS（2020年11月18日）
- ハピネス（feat.芦澤竜誠）/ サラ（2020年12月19日）
- IMAGE / 芦澤 竜誠 & ANARCHY（2022年7月8日）

## 出演

### ネット配信
- 格闘代理戦争（AbemaTV）
- 芦澤竜誠を殴りたいやつ、大募集（AbemaTV）
- 芦澤竜誠を殴りたいやつ、大募集 Part2 ーK-1軍団VS不良オールスターズー（AbemaTV）
- 芦澤竜誠と行く ぶらり喧嘩旅（AbemaTV）

### 試合映像
1. ↑  『【試合映像】皇治 vs. 芦澤竜誠 / Kouzi vs. Ryusei Ashizawa - RIZIN.41』RIZIN公式YouTubeチャンネル、2023年。
2. ↑  『【試合映像（公式会場視点）】【Special Ring Side】 RIZIN.41（皇治 vs. 芦澤竜誠）』RIZIN公式YouTubeチャンネル、2023年。
3. ↑  『【試合映像】太田忍 vs. 芦澤竜誠 / Shinobu Ota vs. Ryusei Ashizawa - RIZIN.45』RIZIN公式YouTubeチャンネル、2023年。
4. ↑  『【試合映像】芦澤竜誠 vs. 皇治 / Ryusei Ashizawa vs. Kouzi - 超RIZIN.3』RIZIN公式YouTubeチャンネル、2024年。
5. ↑  『Full Fight | 昇侍 vs. 芦澤竜誠 / Shoji vs. Ryusei Ashizawa -RIZIN LANDMARK 10 in NAGOYA』RIZIN公式YouTubeチャンネル、2024年。

### 補足映像
1. ↑  『【番組】RIZIN CONFESSIONS #119（※番組内で試合映像。皇治と芦澤竜誠による試合振り返りドキュメンタリー番組）』RIZIN公式YouTubeチャンネル、2023年。
2. ↑  『【番組】RIZIN CONFESSIONS #142（※番組内で試合映像＆芦澤竜誠と太田忍による試合振り返りドキュメンタリー番組）』RIZIN公式YouTubeチャンネル、2023年。
3. ↑  『【番組】RIZIN CONFESSIONS #158（※番組内で試合映像＆皇治と芦澤竜誠による試合振り返りドキュメンタリー番組）』RIZIN公式YouTubeチャンネル、2024年。
4. ↑  『【番組】RIZIN CONFESSIONS #165（※番組内で試合映像＆芦澤竜誠と昇侍による試合振り返りドキュメンタリー番組）』RIZIN公式YouTubeチャンネル、2024年。

### 映像資料
1. 1 2  『【芦澤 RIZIN.40入場】ナマズ音頭 | 皇治 vs. 芦澤竜誠【大晦日煽り合い】』RIZIN公式YouTubeチャンネル、2022年。
2. ↑  『【密着】Preparation ｜ 芦澤竜誠 / Ryusei Ashizawa』RIZIN公式YouTubeチャンネル、2023年。
3. ↑  『【番組】榊󠄀原社長に呼び出されました 2023 → ゲスト：芦澤竜誠』RIZIN公式YouTubeチャンネル、2023年。
4. ↑  『【番組】榊󠄀原社長に呼び出されました 2024 → ゲスト：芦澤竜誠』RIZIN公式YouTubeチャンネル、2024年。
5. ↑  『RIZIN.41「皇治 vs. 芦澤竜誠」船上記者会見 - 2023/03/11』RIZIN公式YouTubeチャンネル、2023年。
6. ↑  『【対戦カード発表】昇侍 vs. 芦澤竜誠 【RIZIN LANDMARK 10 in NAGOYA】』RIZIN公式YouTubeチャンネル、2024年。